# Cimex hemipterus
Cimex hemipterus ist eine Wanze aus der Familie der Plattwanzen (Cimicidae) mit fast weltweiter Verbreitung. Sie ist sehr ähnlich zur Bettwanze (Cimex lectularius) und saugt, ähnlich wie diese, auch beim Menschen Blut, ist aber eher südlich, in tropischen und subtropischen Breiten, verbreitet. Seit einiger Zeit werden auch Vorkommen weiter nördlich, bis nach Mitteleuropa, registriert.

## Morphologie
Die Art erreicht eine Körperlänge von maximal 7 Millimeter, die Männchen etwas weniger. Tiere aus Russland waren 4,2 bis 5 Millimeter lang. Wie alle Arten aus der Familie der Plattwanzen handelt es sich um ein stark abgeplattetes Insekt von in Aufsicht eiförmig-ovalem Körperumriss und bräunlicher Färbung mit unauffälligen kurzen, aber kräftigen Borstenhaaren. Wie bei allen Arten der Gattung Cimex ist der Kopf kurz und breit, mit kleinen, seitlich sitzenden Komplexaugen und ohne Ocellen, mit viergliedrigen Fühlern, deren beide äußere Glieder lang und dünn, fast fadenförmig, sind. Das Pronotum ist kurz und breit mit gerundeten Seiten, die Vorderflügel sind zu kurzen Schuppen rückgebildet, Hinterflügel fehlen völlig. Der Hinterleib (Abdomen) ist scheibenförmig und in Aufsicht rundlich, etwas schmaler als bei der Bettwanze. Der Saugrüssel auf der Kopfunterseite ist kurz, aber kräftig, er ist viergliedrig. In Ruhelage erreicht er die Spitze der Vorderhüften.
Bei der Art ist das Pronotum ein wenig mehr als doppelt so breit wie lang, nicht mehr als zweieinhalb mal so breit wie lang wie bei der Bettwanze und einigen anderen Arten. Die schuppenförmigen Vorderflügel sind am Hinterrand innen breit abgerundet, ihre Innenränder bilden nur vorn eine sehr kurze gemeinsame Kante (wie auch bei der Bettwanze, aber anders als bei vielen an Fledermäusen lebenden Arten). Der abgesetzte, etwa abgeplattete Seitenrand des Pronotum erlaubt am leichtesten eine Unterscheidung zur Bettwanze. Dieser verbreitert sich bei der Bettwanze nach vorn, die Vorderecken sind breit abgerundet. Bei Cimex hemipterus ist er insgesamt schmaler, er verbreitert sich nach vorn nicht, die Vorderecken sind spitzer. Ein verstecktes Bestimmungsmerkmal befindet sich auf der Unterseite der Weibchen. Hier ist der Hinterrand des fünften Hinterleibssegments (d. h. des vierten frei sichtbaren) auf der rechten Körperseite in eine tiefe Spalte, den sog. paragenitalen Sinus, ausgezogen, die bei Cimex hemipterus, anders als bei vielen anderen Cimex-Arten, dicht beborstet ist.

## Verbreitung
Es wird allgemein davon ausgegangen, dass diese Art tropischen Ursprungs ist und sich später, mit Hilfe des Menschen, in subtropische, noch später auch in gemäßigte Breiten ausbreiten konnte. Cimex hemipterus ist insbesondere in Südostasien und in Afrika häufig und hier häufiger als die, mehr in gemäßigten Breiten vorkommende, Bettwanze, so dass allgemein eine Herkunft aus der Alten Welt angenommen wird. Von der Art liegen fast weltweit Nachweise vor. Erstbeschrieben wurde sie von Johann Christian Fabricius 1803 nach Tieren aus Südamerika, weitere Nachweise schon im 19. Jahrhundert liegen etwa für die Inseln Sokotra (1852) und Réunion (1899) vor, so dass schon für das 19. Jahrhundert von weltweiter Verbreitung auszugehen ist. In Ländern, in denen Cimex hemipterus und Cimex lectularius gemeinsam vorkommen, so etwa in Indien und in China, ist Cimex hemipterus bevorzugt in den südlichen Landesteilen verbreitet. Beide Arten können aber auch zusammen vorkommen.
In Europa ist sie weit seltener als die Bettwanze, allerdings werden die Tiere bei „Bettwanzen“befall oft nicht bis zur Art bestimmt, da fälschlicherweise angenommen wird, es gäbe in Europa nur diese Art. In Europa werden die meisten Vorkommen als Einschleppung nach Fernreisen angesehen, allerdings gibt es einige Nachweise, die klar auf spätere Verbreitung am Ort hinweisen. Die überprüfbaren Nachweise stammen fast alle aus den Jahren nach 2019. Das deutet darauf hin, dass die Ausbreitung der Art später erfolgte als die Wiederausbreitung der Bettwanze in Europa.
Der erste Nachweis aus Deutschland stammt schon aus dem Jahr 1931, als die Art in Futtertierzuchten von Mäusen des Aquariums in Frankfurt gefunden wurde. Die ersten neueren europäischen Funde stammten aus Russland, wo es Funde in Moskau, St. Petersburg, Smolensk, Saransk und Woronesch schon vor 2016 gibt. 2019 wurde die Art erstmals in Italien gefunden, ebenfalls 2019 in Tschechien und der Slowakei, 2020 in der Schweiz. Weitere jüngere Funde stammen aus Florida (USA) und aus Australien.

## Biologie und Lebensweise
Cimex hemipterus ist ein blutsaugendes Insekt. Als Wirt ist vor allem der Mensch bekannt. Daneben gibt es Angaben für die Fledermausarten Kleine Asiatische Hausfledermaus (Scotophilus kuhlii) in Indien und Sody-Hausfledermaus (Scotophilus collinus) von der Insel Java. Ähnlich wie die Bettwanze tritt sie wohl auch in Geflügelzuchten auf, so 1980 in einer Hühnerfarm in Israel. Abweichend zur Bettwanze soll diese Art verbreitet auch tagaktiv sein. Wenn die Tiere bedroht oder beunruhigt werden, geben sie ein Alarmpheromon ab, das andere Tiere zur Flucht veranlasst. Es entspricht in der Zusammensetzung weitgehend demjenigen der Bettwanze.
Die Art war seit den 1950er Jahren durch den weltweiten Einsatz von Insektiziden zunächst seltener geworden und aus vielen Regionen verschwunden. Inzwischen haben die Tiere Resistenzen gegen viele gängige Insektizide entwickelt.

## Interaktion mit Menschen
Auch die Cimex hemipterus kann wie die Bettwanze (Cimex lectularius) auf mechanischem Wege Hepatitis B übertragen. Da das Hepatitis-B-Virus sich jedoch nicht in der Wanze vermehrt, sind nur folgende Übertragungswege denkbar (siehe Virusinfektion): Töten der Tiere durch Zerquetschen mit der Hand bei Verletzungen der Haut, Kontakt mit den tierischen Ausscheidungen und Unterbrechung des Saugvorganges, bei der halbverdautes Material wieder herausgewürgt werden kann.